# 张辉 (明朝宦官)
张辉（1393年—1463年），祖籍交趾，明宣宗时期的尚膳监太监。

## 生平
洪武二十六年（1393年），出生。
永乐年间，进入宫廷侍奉。
宣德二年（1427年），为尚膳监右监丞。
宣德年间，又升职为尚膳监太监。
正统年间，因为他老成练达，赏赐给他金帛、庄田。
天顺七年（1463年），去世。

## 亲属
- 张能